# Antoine Warnier
Antoine Warnier (Rocourt, 24 giugno 1993) è un ex ciclista su strada belga.

## Palmarès

### Strada
- 2014 (Color Code-Biowanze, una vittoria)

4ª tappa Arden Challenge (Bertrix > Bertrix)

#### Altri successi
- 2015 (Wallonie-Bruxelles)

Classifica giovani Paris-Arras Tour
- 2016 (Wallonie-Bruxelles)

Campionati belgi, Cronosquadre

## Piazzamenti

### Classiche monumento
- Liegi-Bastogne-Liegi

2017: 119º
2018: ritirato